# Марс Экспресс (мультфильм)
«Марс Экспресс» (фр. Mars Express) — французский анимационный научно-фантастический фильм в стиле неонуар 2023 года режиссёра Жереми Перена (фр.).
Рабочая версия фильма представлена на фестивале в Анси в 2021 году. Французский канал BFM TV (фр.) назвал его одним из самых ожидаемых анимационных фильмов 2022 года.

## Сюжет
Действие происходит в XXIII веке, в городе Ноктюс, на Марсе. Сюжет повествует о поиске пропавшей студентки, проводимом частной сыщицей Алин Руби и её компаньоном-андроидом Карлосом Риверой (копия её партнёра, умершего пять лет назад), по заданию состоятельного клиента.
Активисты пытаются освободить роботов от ограничений безопасности, которые привязывают их к людям.

## Роли озвучивали
- Леа Дрюкер — Алин Руби[14]
- Даниэль Нджо Лобе (фр.) — Карлос Ривера[13]
- Мари Буве — Роберта Уильямс, хакер[14]
- Себастьен Шассан — инспектор Симон Гордо[14]
- Матьё Амальрик — Крис Рой Джекер[13]
- Усул — профессор
- Женевьева Доан — Джун Чоу[14]
- Марта Келлер — Берил[14]
- Тома Родити — Лем
- Натали Карсенти — Джанин

## Восприятие
«Марс Экспресс» был номинирован на премию «Сезар» 2024 года в категории «Лучший анимационный фильм», но уступил проекту «Цыплёнок для Линды!» (фр.).
Журнал Le Film français (фр.) описывает мультфильм как сложный и амбициозный проект, в том числе и с технологической точки зрения.
Критик Variety Бен Кролл отметил: «„Марс Экспресс“ представляет собой пьянящий коктейль поп-культуры, сочетающий в себе крутую фантастику с научно-фантастическим комиксом, отсылающий к Филиппу Марлоу и Филипу К. Дику (с подмигиваниями „Хранителям“ и „Робокопу“) и многим другим с загадочной историей, которая ставит людей и киборгов в равные условия».
Маша Медведева (2x2) пишет: «Авторы смогли поймать нужный вайб и уместили в полтора часа исключительный мир будущего, основанный на уже существующих идеях и представлениях. Во время просмотра преемственность не выглядит неуместной — только радует оммажами к „золотой классике“».